# Stępowizna
Stępowizna – dawniej samodzielna wieś, od 1959 część miasta Zgierza w województwie łódzkim, w powiecie zgierskim. Leży w pobliżu Bzury, na wschodzie Zgierza, w rejonie ulicy Stępowizna. 
Wchodzi w skład osiedla Rudunki, stanowiącego jednostkę pomocniczą gminy Zgierz.

## Historia
Dawniej samodzielna miejscowość. Od 1867 w gminie Lućmierz; pod koniec XIX wieku liczyła 261 mieszkańców. W okresie międzywojennym należała do powiatu łódzkiego w woj. łódzkim. W 1921 roku Stępowizna liczyła 197 mieszkańców. 1 września 1933 Stępowizna utworzyła gromadę w granicach gminy Lućmierz. Stępowizna stanowiła specyficzną eksklawę gminy Lućmierz, otoczoną ze wszystkich stron obszarem gminy Łagiewniki (między Rudunkami a Zegrzankami).
Podczas II wojny światowej włączona do III Rzeszy. Po wojnie Stępowizna powróciła do powiatu łódzkiego woj. łódzkim, gdzie stanowiła jedną z 19 gromad gminy Lućmierz. W związku z reorganizacją administracji wiejskiej jesienią 1954, Stępowizna weszła w skład nowej gromady Proboszczewice.
31 grudnia 1959 Stępowiznę wyłączono z gromady Proboszczewice, włączając ją do Zgierza.